# Money (musikalbum)
KMFDM:s femte industrial-album, Money, släpptes 1992. Från början var det tänkt att skivan skulle heta Apart, då Sascha Konietzko och En Esch skulle bryta upp under turnén med Thrill Kill Kult 1990. Med en budget delad två så bestämde Sascha och En Esch att bidra med fem låtar var. En Eschs bidrag blev bortplockade av Wax Trax!. Skivbolaget sköt till mer pengar (därav namnet) och Sascha avslutade skivan genom att ta med en del nya remixer från tidigare låtar. Sascha påstår att Money är KMFDM:s riktigt seriösa skiva.

## Låtlista
| Nr  | Titel                                   | Längd | Notering                                                      |
| --- | --------------------------------------- | ----- | ------------------------------------------------------------- |
| 1.  | Money                                   |       |                                                               |
| 2.  | Vogue                                   |       | Kortare än "Vogue" singelversion, plus sång i refrängen       |
| 3.  | Help Us/Save Us/Take Us Away            |       |                                                               |
| 4.  | Bargeld                                 |       |                                                               |
| 5.  | Spiritual House                         |       |                                                               |
| 6.  | Sex On The Flag (Jezebeelzebuttfunkmix) |       | Skiljer sig från "Vogue"-singeln                              |
| 7.  | I Will Pray                             |       | En remix av "Godlike"                                         |
| 8.  | We Must Awaken                          |       | Innehåller en del Jimi Hendrix-samplingar från "Voodoo Child" |
| 9.  | Under Satan (Dub)                       |       | En remix av "Die Now/Live Later"                              |
| 10. | Vogue (2000)                            |       |                                                               |
| 11. | Money (Deutschmark Mix)                 |       |                                                               |

## Apartlåtlista
Enligt Sascha skulle Apart ha innehållit:
- Thank You - Sista låten, med tanke på låten "Welcome" från Naïve, senare släppt på Agogo
- Split - Apart-skivans version av "Split" från "Vogue"-singeln
- Blood - Ursprungligen släppt som "A Drug Against War" singel
- Ett par En Esch-låtar senare släppta på skivan Cheesy

## Medverkande
- Sascha Konietzko (sång, programmering) 1-11
- Günter Schulz (gitarr) 1-11
- Christine Siewert (sång)